# Curió
O curió (nome científico: Sporophila angolensis), também chamado popularmente como papa-arroz ou peito-roxo é uma ave passeriforme da família dos traupídeos (Thraupidae).

## Nome
O nome vernáculo "curió" deriva do tupi kuri'o, em sentido definido, sendo selecionado como nome vernáculo técnico para a espécie pelo Comitê Brasileiro de Registros Ornitológicos. Foi registrado pela primeira vez em 1728.
O nome feminino do gênero Sporophila é uma combinação das palavras gregas sporos ("semente") e philos ("amante"); e o nome da espécie angolensis refere-se a Angola, a localidade-tipo errada. Tem como sinonímia Oryzoborus angolensis. O epíteto Oryzoborus significa "apreciador de arroz", oryzo= arroz e borus= apreciador, apesar deste cereal não ser originário das Américas e, geralmente, causar danos ao sistema digestório da ave.

## Taxonomia e sistemática
O curió foi formalmente descrito pelo naturalista sueco Carlos Lineu em 1766 na décima segunda edição de seu Systema Naturae sob o nome binomial Loxia angolensis. Lineu baseou sua descrição em "The Black Gros-Beak" que havia sido descrito e ilustrado em 1764 pelo naturalista inglês George Edwards. A ilustração de Edwards era de um pássaro vivo pertencente ao advogado Philip Carteret Webb. Edwards erroneamente acreditou que o pássaro tinha vindo de Angola. O curió não ocorre lá e a localidade-tipo é agora designada como leste do Brasil. Existem parentes próximos do Curió na Nigéria e na Califórnia, porém se diferem tanto na sua plumagem quanto no seu canto.
O papa-capim-de-bico-grosso (O. funerea) foi classificado pela maioria dos ornitólogos como subespécie do curió, com o nome composto em inglês "tentilhão-das-sementes-pequeno" (lesser seed-finch). Porém, a natureza do fluxo gênico entre as duas espécies nunca foi estudada adequadamente e embora híbridos ocorram na área de contato no norte da Colômbia, não há evidências de enxame híbrido ou intergradação na área que indique livre cruzamento entre as duas. A Sociedade Ornitológica Americana (AOU) continuou a classificá-los como espécies separadas, seguindo a proposta de Hellmayr (1938). O Comitê de Classificação Sul-Americano (SACC) também não aprovou a solicitação para tratá-los como coespecíficos. Ambas as espécies foram anteriormente colocadas no gênero Oryzoborus, mas estudos filogenéticos moleculares descobriram que Oryzoborus estava incorporado em Sporophila. Eles foram transferido a Sporophila, um gênero que havia sido introduzido pelo ornitólogo alemão Jean Cabanis em 1844.
De acordo com as classificações do Congresso Ornitológico Internacional (IOC) e a lista de Clements v.2018,12 são reconhecidas duas subespécies, com sua distribuição geográfica correspondente:
- S. a. torrida (Scopoli, 1769) – Trindade, Tobago, leste da Colômbia, Venezuela, Guianas e noroeste da Amazônia;
- S. a. angolensis (Lineu, 1766) – norte da Bolívia ao leste do Brasil (Mato Grosso, Goiás e Piauí ao Rio Grande do Sul), Paraguai e nordeste da Argentina (Misiones).

## Descrição
O curió mede cerca de 10,6 a 12,4 centímetros de comprimento e pesa entre 11,4 e 14,5 gramas. É uma ave de porte médio, caracterizada pelo bico robusto e dimorfismo sexual. O macho exibe coloração preta uniforme desde a cabeça até o peito, abrangendo também as partes superiores do corpo, asas e cauda, com exceção de uma pequena e bem definida mancha branca na base das primárias. O preto do peito contrasta com um tom castanho-escuro que cobre os flancos e se estende até as coberturas inferiores da cauda, enquanto as coxas permanecem pretas. O revestimento interno das asas é branco brilhante e se prolonga até as coberteiras marginais, sendo muitas vezes visível quando a ave está empoleirada. A íris, o bico e as pernas são pretos. A fêmea, por sua vez, tem aparência mais discreta, sem marcas faciais ou nas asas, com dorso marrom quente, asas e cauda em tons semelhantes e partes inferiores em canela clara, escurecendo no peito e tornando-se quase esbranquiçada no queixo; o interior das asas é igualmente branco brilhante, e o bico e as pernas são escuros. Os juvenis se assemelham às fêmeas. A subespécie torrida distingue-se por seu porte menor, bico mais curto e cauda relativamente mais curta em comparação com a forma nominal.

## Distribuição e habitat
O curió possui uma ampla distribuição a leste dos Andes, ocorrendo em quase todos os países da América do Sul, com exceção do Chile. Está presente no leste da Colômbia, Venezuela, Trindade e Tobago, Guiana, Suriname, Guiana Francesa, na maior parte do Brasil, além do leste do Equador, leste do Peru, norte e leste da Bolívia, e do leste do Paraguai até o nordeste da Argentina. No Brasil, em especial, sua distribuição vai da Região Amazônica até o Rio Grande do Sul, com exceção do extremo sul. A espécie é amplamente difundida e, em geral, bastante comum em seus habitats naturais, como clareiras arbustivas, florestas e bordas de florestas úmidas, especialmente em altitudes abaixo de mil metros, embora possa ocorrer até cerca de 1 500 metros.

## Ecologia

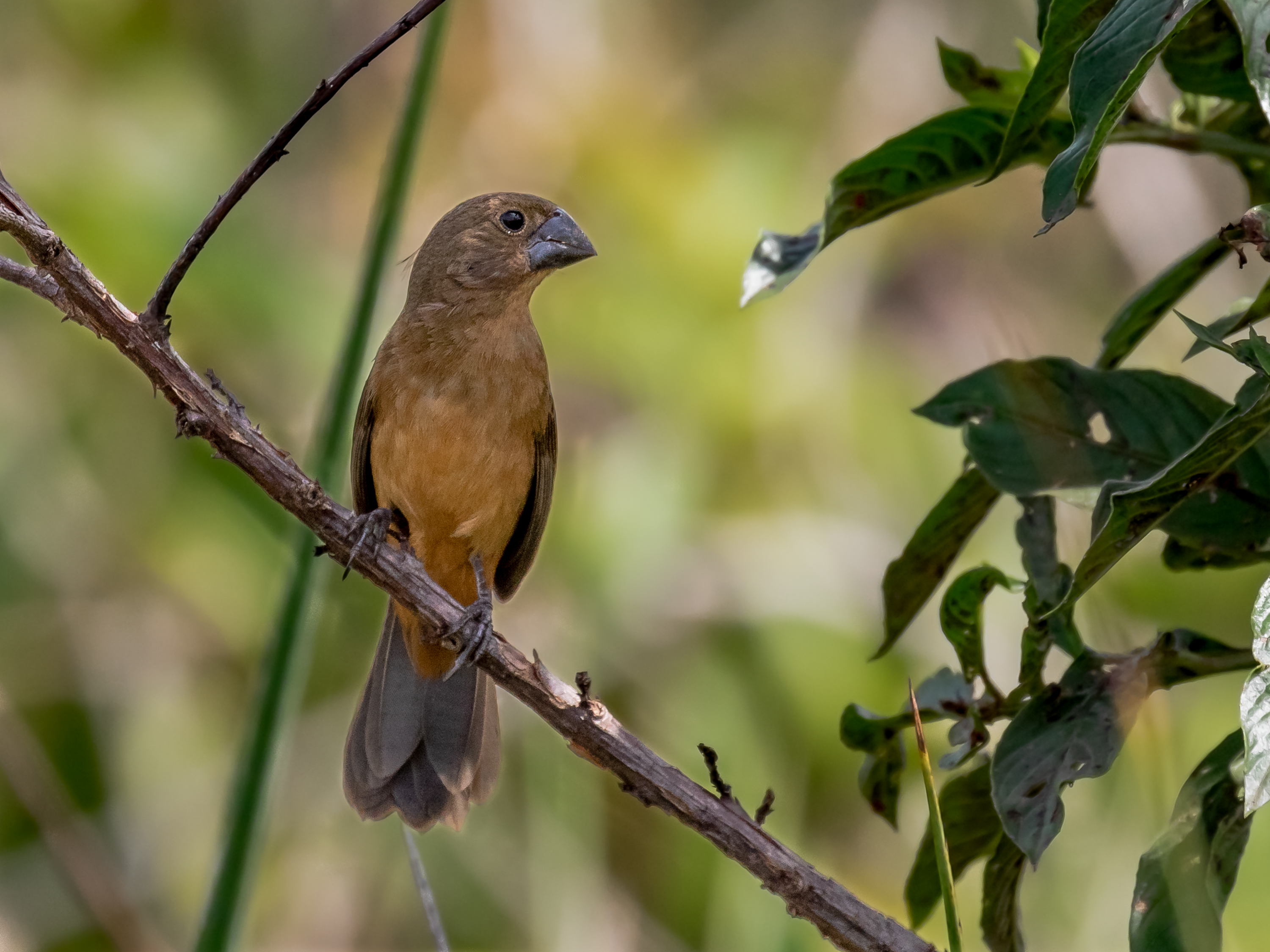
Espécime avistado em Boa Esperança do Sul, São Paulo, Brasil

O curió é uma ave não migratória. Na maioria das vezes, alimenta-se de alguns insetos e de várias sementes, mas possui preferência pela semente do capim-navalha (Paspalum virgatum), subindo nos pendões de capim ou catando-as no chão.

### Reprodução
As fêmeas do curió, normalmente, iniciam sua vida reprodutiva no segundo ano de vida, sendo até considerado uma atuação precoce no comportamento reprodutivo. Os machos já estão disponíveis à reprodução no segundo ano, mas como não adquiriram a definitiva plumagem negra dos adultos, são dificilmente aceitos pelas fêmeas para o acasalamento. A época de reprodução é de fevereiro a agosto no norte e setembro a fevereiro no sul e cada fêmea bota em média de dois a três ovos. O período de incubação varia de 11 à 15 dias e modifica-se de acordo com as características climáticas de cada região e disponibilidade de alimentos. Normalmente, as fêmeas se prepararam à época reprodutiva com achegada da estação chuvosa, que na natureza é a época em que encontra-se maior oferta de alimentos. Além disso, o macho auxilia no cuidado dos filhotes e a ajudam na busca dos materiais para confecção do ninho.

### Vocalização
O canto do curió é conhecido por possuir uma frase melodiosa e fluente, destacando-se pelo famoso "assobio" ou "canto corrido", o qual contém uma séries de assobios descendentes bastantes fortes. Apresenta ampla variação nas frases emitidas, tanto na disposição quanto na forma das notas. A maioria das notas consiste em sons puros, com modulações ascendentes e descendentes. Uma sequência fixa de notas forma uma frase que pode refletir as características do canto populacional, ou dialeto, sendo essa repetida pelos indivíduos da região correspondente. A estrutura do canto dos Curiós que passaram por manipulação em cativeiro por criadores é geralmente composta por três partes: canto de entrada, módulo de repetição e fechamento. No entanto, indivíduos mantidos em cativeiro sem estímulo por cantos selecionados por criadores podem não desenvolver essa estrutura completa. Por usa característica de canto, desperta interesse entre os criadores amadores e profissionais, pois, além da beleza do canto, o prêmio em competições de canto para o curió-campeão pode chegar ao valor de um carro novo.

### Torneios de canto
Os criadores demonstram preferência por pássaros que apresentam o canto com "repetição" — tipo de canto caracterizado por três partes: entrada, módulo de repetição e fechamento — e pelo canto "fibra", que ocorre quando um macho adulto canta na presença de outro macho adulto. Para participação em concursos, não há exigência quanto ao tipo de canto, podendo o pássaro se apresentar com ou sem repetição. No Norte do Brasil (Pará e Amazonas), existe um torneio chamado "Presa", no qual aves criadas em cativeiro são levadas até o território de uma ave selvagem, com o objetivo de estimular uma competição territorial. Ao identificar o intruso, o pássaro selvagem inicia o canto para intimidá-lo e afastá-lo, pousando eventualmente sobre a gaiola, momento em que é capturado pela ave em cativeiro. A briga é encerrada com a intervenção do proprietário, que retira e solta o indivíduo selvagem. O vencedor do torneio é aquele que, mediante testemunha, capturar e libertar o maior número de aves selvagens. Essa prática, contudo, é considerada negativa por provocar estresse significativo nos animais e, em alguns casos, causar ferimentos graves que podem levar à morte.

## Conservação

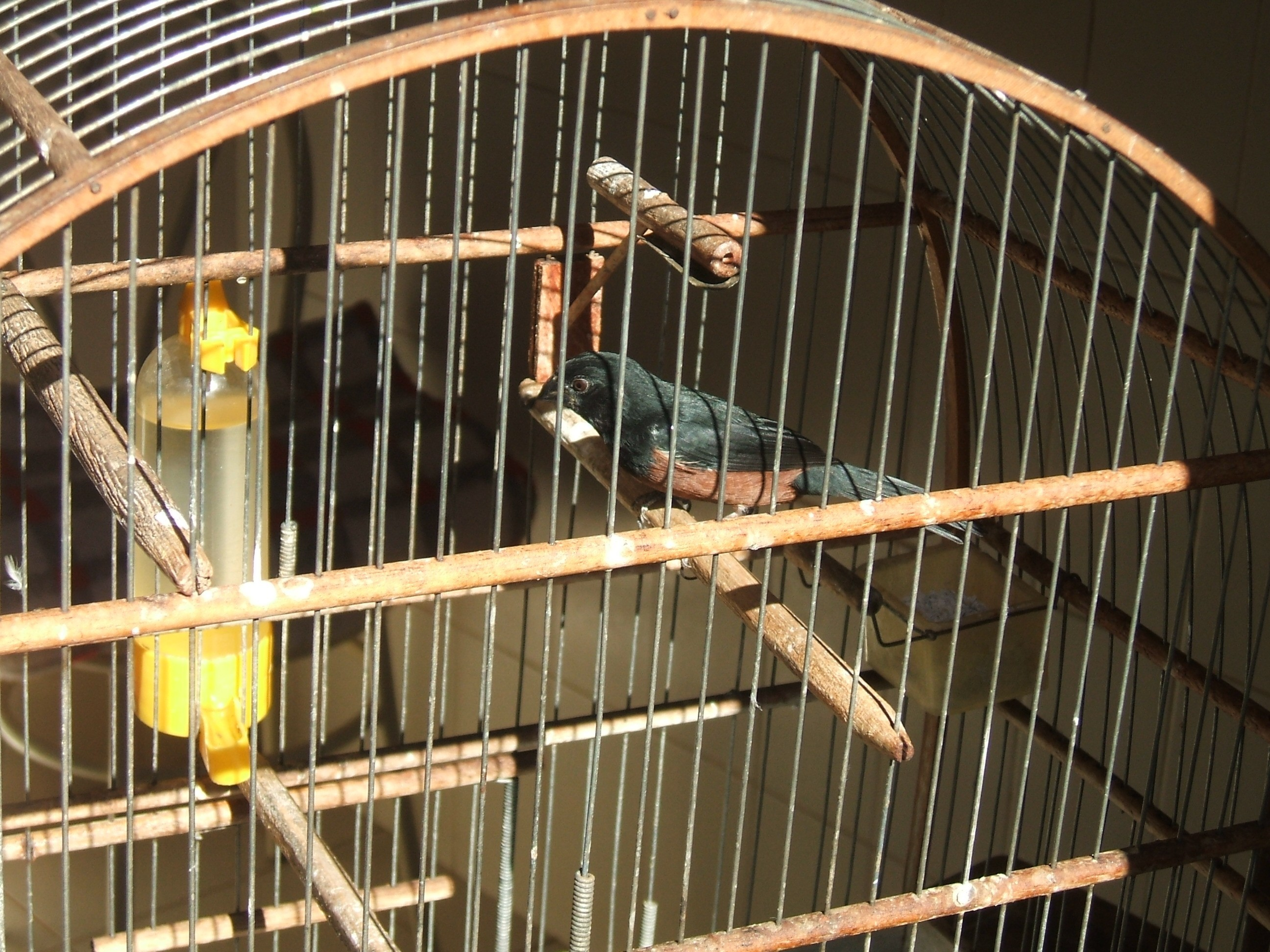
Espécime nascido em cativeiro

O curió é a espécie mais apreendida no combate ao tráfico de animais silvestres no Brasil. Devido às suas notáveis qualidades canoras, também é a ave com o maior número de criadores registrados no chamado Sispass — sistema de cadastro do Instituto Brasileiro do Meio Ambiente e dos Recursos Naturais Renováveis (IBAMA), responsável pela fiscalização e conservação da fauna. Implantado em 2001, o registro de aves mantidas por particulares contava, em 2005, com 1,3 milhão de exemplares cadastrados, sendo 245.085 apenas de curiós.
Dada sua alta demanda, o IBAMA tem intensificado o controle e a fiscalização das populações que ainda vivem em seu habitat natural. Para tornar esse processo mais eficaz, tem sido adotado o uso de anilhas metálicas, que permitem a coleta de informações específicas de cada indivíduo, como dados biológicos e medidas morfométricas. Outras estratégias de monitoramento também estão em prática, como testes de paternidade e de impressão genética, que possibilitam a criação de um banco de dados individualizado da espécie. Tais medidas visam assegurar a rastreabilidade e a origem legal dos animais, tanto para o IBAMA quanto para os criadores autorizados.
O Curió é uma ave silvestre que é encontrada em quase todo território brasileiro e, ultimamente, estão se tornando cada vez mais comuns em criadouros comerciais e, em contrapartida, sendo cada vez menos encontrados em área florestadas. Por isso, é uma espécie considerada ameaçada de extinção em decorrência da caça predatória e da destruição de seus ambientes naturais. Em 2005, foi listado como criticamente em perigo na Lista de Espécies da Fauna Ameaçadas do Espírito Santo; em 2010, como criticamente em perigo na Lista de Espécies Ameaçadas de Extinção da Fauna do Estado de Minas Gerais e vulnerável no Livro Vermelho da Fauna Ameaçada no Estado do Paraná; em 2011, como criticamente em perigo na Lista das Espécies da Fauna Ameaçada de Extinção em Santa Catarina; em 2014, como em perigo no Livro Vermelho da Fauna Ameaçada de Extinção no Estado de São Paulo e Lista das Espécies da Fauna Ameaçadas de Extinção no Rio Grande do Sul; e em 2018, como vulnerável na Lista das Espécies da Fauna Ameaçadas de Extinção no Estado do Rio de Janeiro e pouco preocupante no Livro Vermelho da Fauna Brasileira Ameaçada de Extinção do Instituto Chico Mendes de Conservação da Biodiversidade (ICMBio);
Como resultado desse cenário, torna-se cada vez mais evidente a importância da criação de curiós em criadouros autorizados, uma vez que essa prática permite a produção e o fornecimento das aves — inclusive de forma comercial — sem a necessidade de capturas ilegais na natureza, contribuindo para a redução dos maus-tratos aos animais. Além de viabilizar e formalizar o comércio legal, inclusive com potencial para exportação, essa alternativa aumenta as chances de sobrevivência da espécie e contribui para a diminuição de seu risco de extinção.